# Kabinet-Mori I
Het kabinet–Mori I (Japans: 第1次森内閣) was de regering van het Keizerrijk Japan van 5 april 2000 tot 5 juli 2000.

## Kabinet–Mori I (2000)
| Ambtsbekleder                                                | Ambtsbekleder       | Ambtsbekleder                         | Functie                                                           | Ambtstermijn   | Ambtstermijn  | Partij |
| ------------------------------------------------------------ | ------------------- | ------------------------------------- | ----------------------------------------------------------------- | -------------- | ------------- | ------ |
|                                                              | Yoshiro Mori        | Yoshiro Mori 森喜朗 (1937)            | Premier                                                           | 5 april 2000   | 26 april 2001 | LDP    |
|                                                              | Mikio Aoki          | Mikio Aoki 青木幹雄 (1934)            | Secretaris- generaal                                              | 5 oktober 1999 | 5 juli 2000   | LDP    |
|                                                              | Kosuke Hori         | Kosuke Hori 保利耕輔 (1934)           | Minister van Binnenlandse Zaken                                   | 5 oktober 1999 | 5 juli 2000   | LDP    |
| Voorzitter van de Commissie voor Openbare Orde en Veiligheid | Kosuke Hori         | Kosuke Hori 保利耕輔 (1934)           |                                                                   | 5 oktober 1999 | 5 juli 2000   | LDP    |
|                                                              | Yohei Kono          | Yohei Kono 河野洋平 (1937)            | Minister van Buitenlandse Zaken                                   | 5 oktober 1999 | 26 april 2001 | LDP    |
|                                                              | Kiichi Miyazawa     | Kiichi Miyazawa 宮澤喜一 (1919–2007)  | Minister van Financiën                                            | 30 juli 1998   | 26 april 2001 | LDP    |
|                                                              | Hideo Usui          | Hideo Usui 臼井日出男 (1939)          | Minister van Justitie                                             | 5 oktober 1999 | 5 juli 2000   | LDP    |
|                                                              | Takashi Fukaya      | Takashi Fukaya 深谷隆司 (1935)        | Minister van Economische Zaken                                    | 5 oktober 1999 | 5 juli 2000   | LDP    |
|                                                              | Yuya Niwa           | Yuya Niwa 丹羽雄哉 (1944)             | Minister van Volksgezondheid en Welzijn                           | 5 oktober 1999 | 5 juli 2000   | LDP    |
|                                                              | Takamori Makino     | Takamori Makino 牧野隆守 (1926–2008)  | Minister van Arbeid                                               | 5 oktober 1999 | 5 juli 2000   | LDP    |
|                                                              | Hirofumi Nakasone   | Hirofumi Nakasone 中曽根弘文 (1945)   | Minister van Onderwijs, Cultuur, Sport, Wetenschap en Technologie | 5 oktober 1999 | 5 juli 2000   | LDP    |
|                                                              | Toshihiro Nikai     | Toshihiro Nikai 二階俊博 (1939)       | Minister van Transport en Infrastructuur                          | 5 oktober 1999 | 5 juli 2000   | NCP    |
|                                                              | Masaki Nakayama     | Masaki Nakayama 中山正暉 (1932)       | Minister van Bouw en Constructie                                  | 5 oktober 1999 | 5 juli 2000   | LDP    |
|                                                              | Tokuichiro Tamazawa | Tokuichiro Tamazawa 玉沢徳一郎 (1937) | Minister van Landbouw, Bosbouw en Visserij                        | 5 oktober 1999 | 5 juli 2000   | LDP    |
|                                                              | Eita Yashiro        | Eita Yashiro 八代英太 (1937)          | Minister van Communicatie en Post                                 | 5 oktober 1999 | 5 juli 2000   | LDP    |
|                                                              | Riki Kawara         | Riki Kawara 瓦 力 (1937–2013)         | Directeur- generaal van de JSDF                                   | 5 oktober 1999 | 5 juli 2000   | LDP    |

Yoshida I ·
Katayama ·
Ashida ·
Yoshida II ·
Yoshida III ·
Yoshida IV ·
Yoshida V ·
I. Hatoyama I ·
I. Hatoyama II ·
I. Hatoyama III ·
Ishibashi ·
Kishi I ·
Kishi II ·
Ikeda I ·
Ikeda II ·
Ikeda III ·
Sato I ·
Sato II ·
Sato III ·
K. Tanaka I ·
K. Tanaka II ·
Miki ·
T. Fukuda ·
Ohira I ·
Ohira II ·
Suzuki ·
Nakasone I ·
Nakasone II ·
Nakasone III ·
Takeshita ·
Uno ·
Kaifu I ·
Kaifu II ·
Miyazawa ·
Hosokawa ·
Hata ·
Murayama ·
Hashimoto I ·
Hashimoto II ·
Obuchi ·
Mori I ·
Mori II ·
Koizumi I · 
Koizumi II ·
Koizumi III ·
Abe I ·
Y. Fukuda ·
Aso ·
Y. Hatoyama ·
Kan ·
Noda ·
Abe II ·
Abe III ·
Abe IV ·
Suga ·
Kishida I ·
Kishida II